# Nariou
Nariou est une localité située dans le département de Sabou de la province du Boulkiemdé dans la région Centre-Ouest au Burkina Faso.

## Géographie
Nariou est une commune située sur la route nationale 1, reliant Ouagadougou à Bobo-Dioulasso, à environ 7 km du chef-lieu du département Sabou.

## Économie
La commune de Nariou produit, au sein de son groupement agricole Nawamanegba – comptant 647 membres dont 480 femmes –, environ 230 tonnes de riz paddy chaque année dans son bas-fonds rizicole de 55 ha exploités dans le cadre du « Projet riz pluvial ».

## Éducation et santé
La commune accueille un centre de santé et de protection sociale (CSPS).
Le village possède une école primaire publique.